# Thoinot Arbeau

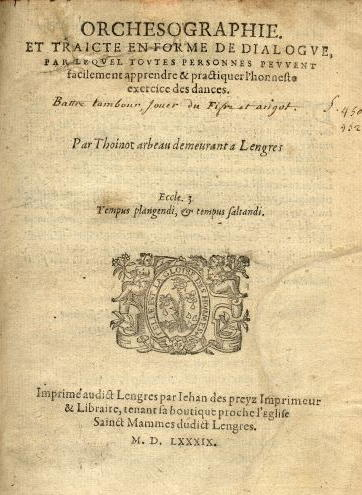
Titelblad van Orchésographie

Thoinot Arbeau (pseudoniem (anagram) van J(I)ehan Tabourot) (Dijon, 17 maart, 1520 - Langres, 23 juli 1595) was een Frans geestelijke en kanunnik, maar bovenal een componist, dichter en beschrijver van de gewoonten die behoorden bij het dansen. 
Arbeau dankt zijn bekendheid vooral aan zijn werk Orchésographie (met als ondertitel: et traité en forme de dialogue, par lequel toutes personnes peuvent facilement apprendre et pratiquer l’honneste exercice des dances) waarin hij - op grond van empirische waarnemingen - de etiquette van het dansen beschrijft. Aldus is zijn werk een van de oudste beschrijvingen van de gebruiken en gewoonten die samengingen met de dans en het dansen. Allerlei verschillende dansen passeren de revue. Zo schrijft hij over pavanes, basse danses, allemandes en courantes en wat de dansers daarbij te doen - en te laten - valt.
Arbeau schreef zelf ook muziek, die deels in voornoemd boek werd gepubliceerd, en schreef soms ook gedichten die hijzelf op muziek zette. Die gedichten waren geschreven in de taal van Langres, de plaats waar hij het grootste deel van zijn leven woonde en aan wier kathedraal kapittel hij als kanunnik was verbonden. Een van zijn bekendste composities is de pavane Belle qui tiens ma vie, die nog steeds door (amateur)gezelschappen die zich bezighouden met oude muziek ten gehore, of ten dans wordt gebracht.
- Bibsys: 90198032
- Biblioteca Nacional de España: XX4660191
- Bibliothèque nationale de France: cb13890844n (data)
- CiNii: DA10990805
- Gemeinsame Normdatei: 119024578
- International Standard Name Identifier: 0000 0001 2320 6317
- Library of Congress Control Number: n50009395
- Nationale Bibliotheek van Letland: 000022192
- MusicBrainz: 221ec753-adf6-4d3d-9216-f9e33478d384
- Bibliotheek van het Japanse parlement: 001314430
- Nationale Bibliotheek van Tsjechië: jn20030731001
- Nationale bibliotheek van Australië: 35537654
- Nationale Bibliotheek van Israël: 987007463463305171
- Nationale en Universitaire bibliotheek Zagreb: 000278511
- Nederlandse Thesaurus van Auteursnamen: 074368990
- Réseau des bibliothèques de Suisse occidentale: 02-A000160138
- Istituto Centrale per il Catalogo Unico: MILV028509
- LIBRIS: 175851
- SNAC: w6x93ctr
- Système universitaire de documentation: 030171717
- Trove: 988661
- Virtual International Authority File: 46945433
- WorldCat: E39PBJmtFrMgJ4C4tVcqbRHgrq